# Волькен (Кобленц)
Волькен (нем. Wolken) — община в Германии, в земле Рейнланд-Пфальц.
Входит в состав района Майен-Кобленц. Подчиняется управлению Унтермозель. Население составляет 1084 человека (на 31 декабря 2010 года). Занимает площадь 2,86 км².